# Manuel Guerra Gómez
Manuel Guerra Gómez, né le 27 juillet 1931 à Villamartín de Sotoscueva et mort le 25 août 2021 à Burgos, est un religieux catholique espagnol, docteur en philologie classique et en théologie patristique.

## Biographie
Il est consultant de la commission épiscopale de relations interconfessionnelles de la Conférence épiscopale espagnole. Il est également membre de l'Académie royale de doctorants d'Espagne. Il a été président de la faculté de théologie du Nord de l'Espagne. Spécialiste de l'Antiquité classique, de l'histoire des religions, des sectes et de la franc-maçonnerie, il a écrit de nombreux articles et plusieurs livres.
Il est l'un des créateurs du réseau ibéro-américain d'études des sectes (es) (RIES) qui a été fondée en 2005.

## Théories
Il est l'auteur du livre La trama masónica où il dénonce l'appartenance maçonnique du président du gouvernement José Luis Rodríguez Zapatero, rejoignant en cela l'essayiste Ricardo de las Heras.

## Œuvres
- Diccionario enciclopédico de las sectas (Madrid, Biblioteca de Autores Cristianos, 2005, 4ª edición),
- Historia de las Religiones (2006, 3ª),
- Antropologías y teología (1976), « http://www.eunsa.es/ficha.asp?id=974 »(Archive.org • Wikiwix • Archive.is • Google • Que faire ?)
- Las sectas y su invasión del mundo hispano: una guía](2003),
- Un misterio de amor. Solteros, ¿por qué? (en los primeros siglos de la Iglesia) (2002),
- El enigma del hombre (1999, 3ª),
- El sacerdocio femenino (en las religiones greco-romanas y en el cristianismo de los primeros siglos) (1987),
- La traducción de los textos litúrgicos. Algunas consideraciones filológico-teológicas (1990),
- El idioma del Nuevo Testamento (1995, 4ª),
- Interpretación religiosa del arte rupestre (1984),
- Simbología románica. El cristianismo y otras religiones en el arte románico (1993, 3ª),
- Jesucristo y nosotros (2002)
- « 100 preguntas-clave sobre New Age/Nueva Era »(Archive.org • Wikiwix • Archive.is • Google • Que faire ?), 2004.
- La trama masónica (Editorial Styria, 2006).
- 100 preguntas-clave sobre New Age. Un catecismo no elemental, Monte Carmelo, Burgos.